# Rogvold
Rogvold ou Rogvolod (en russe/ukrainien Рогволод ou Рогъволодъ [Rogvolod] ou Роговолодъ [Rogovolod], en biélorusse Рагвалод [Rahvałod]) est le premier prince connu de Polotsk en actuelle Biélorussie (945–978), et le père de Rogneda, épouse de Vladimir Ier, Grand-prince de la Rus' de Kiev.
Ses origines sont obscures. Selon certains historiens comme Nicolas Kostomarov, Rogvol(o)d est un nom slave composé des éléments rog (рогъ), « corne », et vol(o)d, vlad (влада), « seigneur, maître, gouverneur ». Pour d'autres comme Tatjana N. Jackson, Rogvold est un Varègue et son nom la slavisation de l'anthroponyme scandinave Rǫgnvaldr signifiant en vieux-norrois « chef avisé ». La chronique d'un moine russe nommé Nestor dit de Rogvold qu'il est venu d'« au-delà de la mer », probablement de Scandinavie.
Lors du conflit opposant le Grand-prince de Kiev Iaropolk Ier à son frère cadet Vladimir, ce dernier envoie un message à Rogvold pour l'informer qu'il souhaite épouser sa fille Rogneda (peut-être déjà promise à Iaropolk) :
« Vladimir vint avec les Varègues à Novgorod et dit aux posadniks de Iaropolk : « Allez chez mon frère et dites-lui : Vladimir viendra t'attaquer ; apprête-toi à le combattre. » Et il s'établit à Novgorod. Et il envoya chez Rogvold à Polotsk, disant: « Je veux prendre ta fille pour femme. » Rogvold demanda à sa fille: « Veux-tu épouser Vladimir ? » Elle répondit : « Je ne veux point déchausser Vladimir, fils d'une servante ; je veux Iaropolk. » Rogvold était venu d'au-delà de la mer, et il régnait à Polotsk…. Et les serviteurs de Vladimir vinrent et lui dirent tout ce qu'avait dit Rogneda, fille de Rogvold, prince de Polotsk. »
— Nestor, Chronique des temps passés, XIIe siècle.
Apprenant le refus de Rogneda de l'épouser, Vladimir, furieux, se dit outragé et marche à la tête d'une armée contre Rogvold qui est défait et tué avec deux de ses fils :
« Vladimir alors rassembla une nombreuse armée de Varègues et de Slaves, de Tchoudes et de Krivitches, et marcha contre Rogvold. À ce moment on voulut marier Rogneda à Iaropolk ; et Vladimir vint à Polotsk et tua Rogvold et deux de ses fils et prit sa fille pour femme et marcha contre Iaropolk. »
— Nestor, Chronique des temps passés, XIIe siècle.
Vladimir viole et épouse de force Rogneda, rebaptisée Gorislava, annexe la principauté de Polotsk, se convertit au christianisme, fait plusieurs enfants avec son épouse et finit par l'enfermer dans un couvent sous le nom de sœur Anastasie.
Époux d'Ingeborg Tryggvasdotter (en) (fille de Tryggve Olafsson et sœur du roi de Norvège Olaf Ier Tryggvason), Rogvold a parfois été identifié à Ragnvald Ulfsson (ou Ragnvald Olafsson), mentionné dans la saga Eymundar þáttr hrings (en).

## Notes et références

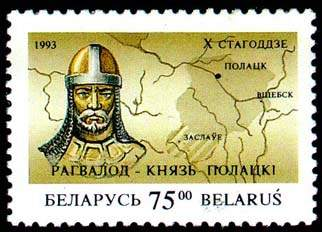
Timbre biélorusse à l'effigie de Rogvold émis en 1993.

## Sources primaires
- Nestor, Chronique des temps passés (XXXVIII : « Vladimir épouse Rogneda. Il règne seul à Kiev. Ses débauches (978-988) »).